# تاريخ مصر الحديث

علم جمهورية مصر العربية الحالي

تاريخ مصر الحديث هي الفترة التي تبدأ من يوم 13 مايو 1805 إلى الآن من التاريخ المصريّ أي أنّها تبدأ من تاريخ ثورة الشعب المصريّ على الوالي العثمانيّ خورشيد باشا، والتي نتج عنها تولية محمد علي باشا حكم مصر بموجب فرمان من الخليفة العثمانيّ، لذا فإنه يطلق على محمد علي باشا لقب مؤسّس مصر الحديثة، وقد كانت فترة حكم محمد علي فترة قوة بالّنسبة للدّولة المصرية، وذلك لقيامه بالعديد من الحملات الخارجية بعضها بأمر الخليفة العثمانيّ والبعض الآخر في صراعه مع الدولة العثمانيّة، وقد شملت دولته مصر والّشام والحجاز وبلاد المورة والّسودان، ولكن في نهاية الأمر خضع محمد علي للسلطان العثمانيّ وقد ثبته الخليفة على حكم مصر والّسودان، وجعل الحكم يورّث في أكبر أبنائه الّذكور، وقد تولى بعده حفيده عباس حلمي الأوّل، والّذي قام ببناء أوّل خط سكة حديد في مصر.، وقد بدأت مصر تقع في الأزمات بعد انتهاء ولاية محمد علي، وذلك لضعف حكام الأسرة العلوية بالّنسبة له، وقد تولى بعد عباس حلمي الأوّل سعيد باشا والّذي أعطى لدليسبس امتيازا لحفر قناة السويس، والتي تصل البحر المتوسّط بالبحر الأحمر، وذلك في 14 نوفمبر 1854، وبعد موت سعيد باشا تولى بعده الخديوي إسماعيل، وقد قام بنهضة كبيرة في مصر ووسّع ممتلكاتها حتى وصل نفوذه إلى سواحل البحر الأحمر ومديرية خطّ الاستواء، ولكن كانت فترته هي بداية انهيار مصر وضعفها فقد تفاقمت أزمة الديون المصرية في عهده إلى أن صدر فرمان يقضي بخلعه وتولية ابنه الخديوي توفيق، ومن أهمّ الأحداث في عهده اندلاع الّثورة العرابية تحت قيادة أحمد عرابي، وأيضا شهد عهده الاحتلال البريطاني لمصر، والثورة المهدية في السودان المصري وكذلك إتفاقية عام 1899 للحكم الثنائي الأنجلومصري، قد شهدت مصر بعد الاحتلال البريطاني العديد من الحركات التي تدعو لمقاومة الاحتلال، وقد برزت العديد من الّشخصيات في هذا المجال مثل مصطفى كامل ومحمد فريد، ومن الأحداث التي هيّجت الّشعب ضدّ الاحتلال حادثة دنشواي، فكان لها دور في إثارة غضب الّشعب على بريطانيا، وقد تناولها العديد من الشعراء في قصائدهم، واستخدمها مصطفى كامل للتصعيد ضدّ بريطانيا، وفي عام 1919 قامت ثورة 1919، وذلك بعد هياج المصريين على بريطانيا بعد نفيهم لسعد زغلول، ولكنها سرعان ما أعادت سعد زغلول لمصر مرة أخرى، واستمرّ سعد زغلول في كفاحه، وقد عقدت عدة مفاوضات مع بريطانيا للاستقلال منها مفاوضات سعد-ملنر ومفاوضات عدلي-كيرزون، ولكن هذه المفاوضات باءت بالفشل؛ لأنّ شروط بريطانيا كانت ستعطي استقلالا صوريا لمصر، ولكن في الّنهاية قامت بريطانيا بإصدار تصريح 28 فبراير 1922 الذي ينص على اعتراف بريطانيا بسيادة مصر مع وجود أربعة تحفظات لبريطانيا عرفت بالّتحفظات الأربعة، وهي تأمين المواصلات البريطانية في مصر والدفاع عن مصر ضدّ أي اعتداء أو تدخل أجنبي وحماية المصالح الأجنبية وحماية الأقليات في مصر واستمرار أوضاع الّسودان على ما كانت عليه وفقا لاتفاقية الحكم الثنائي عام 1899، وكانت نتيجة الّتصريح أن أعلن قيام المملكة المصرية، وإصدار دستور 19 إبريل 1923، وبعد وفاة سعد زغلول عام 1927 تولى رئاسة حزب الوفد بعده مصطفى الّنحاس باشا، وعندما تخوّفت بريطانيا من حدوث هياج شعبيّ جديد في الوقت الذي فيه على مشارف حرب عالمية جديدة عقدت معه معاهدة 1936، وكان لهذه المعاهدة فوائد كثيرة على مصر حيث انتهى الاحتلال البريطاني عسكريا، وانضمت مصر إلى عصبة الأمم، ومع ذلك كانت هناك بعض الانتهاكات من قبل بريطانيا لمصر، فكان هناك حادث 4 فبراير 1942 للضغط على الملك فاروق لتعيين مصطفى النحاس لرئاسة الوزراء، وهددت الملك فاروق بخلعه عن العرش، وفي يوم 8 أكتوبر 1951 أعلن النحاس مرسوم إلغاء معاهدة 1936 ووافق مجلس النواب عليه مع مرسوم إلغاء اتفاقية الحكم الثنائي في السودان 1899 وتسمية الملك ملك مصر والسودان بدلا من ملك مصر وصاحب السودان، فبدأ النضال المسلح من قبل المصريين، وهاجم الفدائيون المعسكرات البريطانية، فتصاعد الأمر وحاصرت القوات البريطانية مبنى المحافظة في محافظة الإسماعيلية؛ لكي تنزع الشرطة المصرية سلاحها، فرفضت، وكان هذا في 25 يناير 1952، ومنه اتخذ هذا اليوم عيدا للشرطة المصرية، وبعد هذا الأمر بيوم حدث حريق القاهرة، فكان هذا إنذارا بسقوط النظام الملكي في مصر، فقامت حركة / ثورة 23 يوليو 1952، فمع صباح يوم 23 يوليو 1952 سيطر الضباط الأحرار على المواقع المهمة في القاهرة والإسكندرية كما اعتقلوا بعض الضباط والمسئولين الكبار في الجيش المصري، وأذيع بيان الثورة في السابعة والنصف بصوت محمد أنور السادات، وطالبوا الملك فاروق بالتنازل عن العرش لأحمد فؤاد الثاني، وكان حينئذ طفلا، وطالبوه أيضا بمغادرة البلاد لموعد أقصاه 26 يوليو 1952، وقد قبل الملك فاروق هذه الشروط، وتولى العرش الملك أحمد فؤاد الثاني، وكان أول ما فعلته الثورة هو إصدار قانون الإصلاح الزراعي الأول في سبتمبر 1952، وفي يونيو 1953 ألغيت الملكية، وأعلنت مصر جمهورية عربية، وتولى محمد نجيب رئاسة الجمهورية، ومن أبرز الأحداث أيضا توقيع اتفاقية الجلاء مع بريطانيا، ورحل آخر جندي يوم 18 يونيو 1956، فاتخذ من هذا اليوم عيدا للجلاء، وفي 23 يوليو 1956 أممت قناة السويس، وأصبحت تحت إدارة مصر، وفي هذا العام أيضا أصبح للمرأة حق الانتخاب والترشح لمجلس الأمة المصري (ما يوازي مجلس النواب حاليا)، وفي هذا العام نشب العدوان الثلاثي على مصر بقيادة فرنسا وبريطانيا وإسرائيل، وسيطروا على مدينة بورسعيد، وتوغلت إسرائيل في سيناء، ولكن العدوان فشل سريعا، وانسحبت القوات الفرنسية والبريطانية في 23 ديسمبر 1956، وانسحبت إسرائيل من سيناء وقطاع غزة في بداية 1957، وفي عام 1958 قامت الجمهورية العربية المتحدة باتحاد مصر وسوريا، وأصبح الرئيس عليهما جمال عبد الناصر، ولكن سرعان ما انفك الاتحاد في عام 1961 بعد حدوث انقلاب في سوريا على عبد الناصر، ومن المشاريع الضخمة التي أقيمت في مصر، والذي انتهي منه في عام 1971، وفي 5 يونيو 1967 هاجمت إسرائيل مصر وسوريا وفلسطين والأردن، ونتج عنها احتلال سيناء وهضبة الجولان وقطاع غزة والقدس والضفة الغربية لنهر الأردن، وسميت بنكسة 1967، وقد أعلن عبد الناصر تنحيه بعد النكسة، ولكن طالبه الشعب بالبقاء في الحكم فعدل عن قراره، وبدأت الاستعدادات لمعركة القادمة بين العرب وإسرائيل، فجهّز الجيش وسلّح بأحدث الأسلحة، ودرب عليها، واستمر الوضع هكذا، وفي هذه الأثناء أخذ الجيش يستنزف طاقات إسرائيل، فكانت حرب الاستنزاف في عامي 1969 و1970، وفي العام الأخير توفى جمال عبد الناصر وتولى رئاسة مصر من بعده نائبه محمد أنور السادات، وفي 6 أكتوبر 1973 الّساعة الثانية ظهرا هاجم الجيشان: المصري والسوري الأراضي التي احتلتها إسرائيل، وقد ساندت الدول العربية هذين البلدين عسكريا، والبعض الآخر قدم المساعدات المالية، كما أن وزراء النفط العرب قرروا في الكويت حظر الصادرات النفطية إلى الولايات المتحدة الأمريكية، فكان له دور كبير في الضغط على أمريكا، وأصدر مجلس الأمن قرارا رقم 338، والذي يقضي بوقف جميع الأعمال الحربية في 22 أكتوبر 1973، وبعد ذلك بدأت المفاوضات مع إسرائيل، وقد زار السادات بعدها إسرائيل في 1977، وألقى خطابا في الكنيست الإسرائيلي أعلن فيه نيته للسلام، وبعدها بعام عقد مؤتمر كامب ديفيد، وفي 1979 عقدت معاهدة السلام، وفي 6 أكتوبر 1981 اغتيل السادات، وتولى بعده نائبه محمد حسني مبارك رئاسة مصر، وفي عام 1989 رفع العلم المصري على مدينة طابا بعد لجوء مصر وإسرائيل إلى التحكيم الدولي، وقد شهد عهد مبارك تطورا في البنية التحتية إلا أنه في عهده تدهورت الأوضاع الاقتصادية، وانتشر العنف في السجون وأقسام الشرطة كما أن حالة الطوارئ كانت مفروضة دائما، وعليه استمر العمل بقانون الطوارئ مما دفع الشعب المصري إلى النزول في مظاهرات احتجاجية، مثل حركة 6 أبريل، وفي 25 يناير 2011 قامت ثورة 25 يناير، وبدأت بنزول الشباب في الميادين العامة بالمحافظات، ثم اندلعت الثورة في أرجاء البلاد ابتداء من يوم 28 يناير 2011، والذي سمي بيوم جمعة الغضب الأولى وفي 11 فبراير 2011 أعلن مبارك تنحيه عن منصب الرئاسة، وسلم السلطة إلى المجلس الأعلى للقوات المسلحة، وعقدت انتخابات الرئاسة في عام 2012، وتولى محمد مرسي الرئاسة في 30 يونيو 2012، ولكن قوبلت سياسات مرسي بالاعتراض من قبل بعض طوائف الشعب، فكانت أحداث الاتحادية، وفي مارس 2013 أسّست حركة تمرد لجمع توقيعات لعزل مرسي، والنزول عليه في ثورة يوم 30 يونيو 2013، وبالفعل نزل المعارضون في هذا اليوم في ميدان التحرير وبعض الميادين العامة، والمؤيدون في ميدان رابعة العدوية وميدان النهضة وبعض الميادين الأخرى، ولكن حدث انقلاب في 3 يوليو 2013 بقيادة الفريق أول عبد الفتاح السيسي، وتولى عدلي منصور رئاسة مصر مؤقتا لحين اختيار رئيس جديد، وعقدت الانتخابات الرئاسية المصرية 2014، وتولى عبد الفتاح السيسي رئاسة مصر في 8 يونيو 2014

## مقدمة
بعد انتهاء الحملة الفرنسية على مصر عام 1801 بجلاء الفرنسيين وخروجهم من مصر، شهدت هذه الفترة العديد من الاضطرابات، فقد تنازع المماليك والإنجليز على السيطرة على مصر، وأيضا فقد كثر الولاة العثمانيون في هذه الفترة، فيعين والي ويعزل ويعين آخر في فترة زمنية قصيرة، وقد استمرت السيادة العثمانية على مصر، وفي هذا الوقت أيضا ظلت بعض القوات البريطانية بعد خروج الفرنسيين، ولكن في 1802 عقدت فرنسا مع بريطانيا معاهدة أميان، وعليه خرجت القوات البريطانية من مصر عام 1803، فبدأت الدولة العثمانية تستعيد سيطرتها على البلاد، ولكن اندلعت العديد من الثورات على الولاة العثمانيين، وكان السبب الرئيسي هو زيادة الضرائب المفروضة على الشعب، وقد اضطر الولاة إلى هذا الأمر لعجزهم عن دفع رواتب الجنود، وفي هذه الأثناء بدأ محمد علي باشا يظهر على الساحة، وقد أتى محمد علي إلى مصر عندما أرسلت الدولة العثمانية فرقة ألبانية أثناء الحملة الفرنسية بزعامة طاهر باشا، وكان محمد علي نائبه.

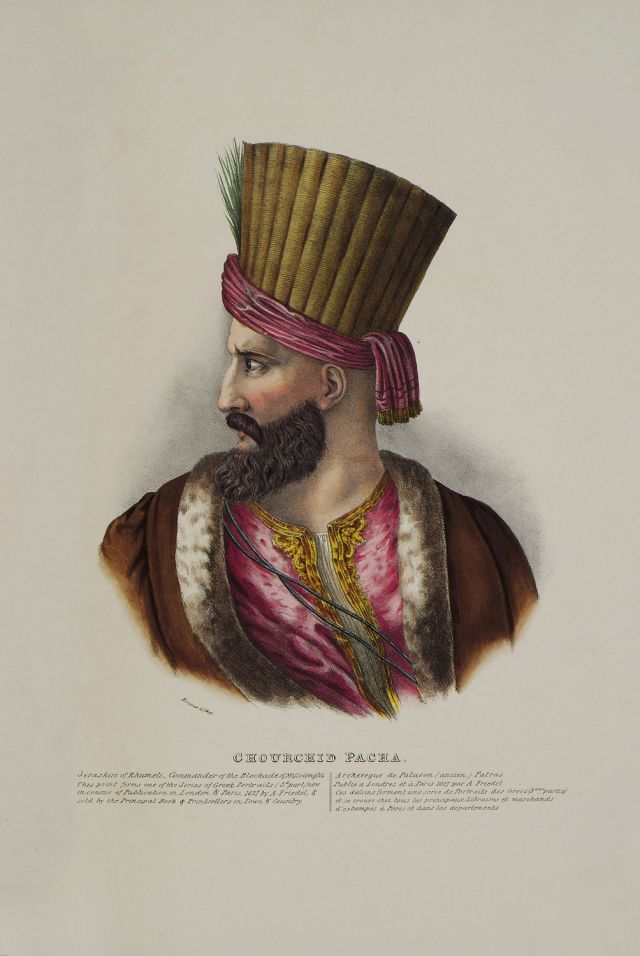
خورشيد باشا والي مصر

عندما تولى خسرو باشا حكم مصر قام المماليك بثورة عليه في الصعيد، فطلب خسرو باشا من محمد علي الذهاب إليهم؛ للقضاء على ثورتهم، ولكن رفض محمد علي الذهاب متحججًا بعدم دفع رواتب الجنود، وعُزل بعدها خسرو، وخلفه طاهر بشا، ولكنه لم يلبث إلى أن قتل بسبب عجزه هو الآخر عن دفع رواتب الجند المتأخرة، فتولى بعده أحمد باشا، ولكن تولى حكم مصر يوما واحدا ثم عزل، وخلفه علي باشا الجزارلي، ولكن استطاع البرديسي باشا إسقاطه وتولى الحكم بدلا عنه، وقد عزل أيضا، وفي هذه الأثناء أخذ محمد علي يتقرب إلى الأهالي والمشايخ الذين كان لهم دورٌ كبير في الأحداث أثناء الحملة الفرنسيّة، وقد خاف محمد علي أن تصيب الثورة جنوده، فأعلن انضمامه إلى صفوف الشعب، وبعد البرديسي باشا عرضوا عليه أن يتولى حكم مصر، ولكنه أحب أن يظهر بمظهر الزاهد في السلطة، فرفض واقترح عليهم خورشيد باشا، فلما تولى خورشيد الحكم لم يطمئن إلى مُحمد علي، فحاول إبعاده من القاهرة، فأمره بالتوجه إلى الصعيد لمُحاربة المماليك، وقام بمراسلة السلطان من أجل إرسال مُحمد علي وفرقته إلى إسطنبول ولكن تم رفض هذا الطلب، وبعد مرور فترة من الزمن على تولي خورشيد خرج المصريون عليه في ثورة بزعامة المشايخ الذين يتزعمهم عمر مكرم يوم 13 مايو 1805، ووقعت هذه الثورة عندما نهب جنود خورشيد باشا الحوانيت، والأشخاص المارين في الشوارع والطرقات، وبضائع الأشخاص، فاجتمع المشايخ في دار المحكمة العليا، وبايعوا محمد علي باشا ليكون واليا على مصر، وعاهدوه على أن لا يفعل أمرا إلا بإذنهم، وظلت الثورة على خورشيد باشا قائمة حتى جاء فرمان الخليفة العثماني سليم الثالث في 9 يوليو 1805 يقضي بعزل خورشيد باشا، وتولية محمد علي باشا بدلا عنه، وجاء في الفرمان: «لقد أدركنا غضب الشعب المصري وتمرده عليك وحصاره لقلعتك وأدركنا أنه من الخطأ تأييدكم في سياستكم التي أثارت الشعب، ورأينا أنه لا بد من عزلكم تحقيقا لرغباته واستجابة لمطالبه»، وقد كان الخليفة العثماني سليم الثالث يدرك أن محمد علي لديه أطماع سياسية، ولكن اضطر إلى تعيينه على مصر استجابة لمطالب المشايخ، وتولى محمد علي الحكم، وبدأ في تنفيذ خططه وسياساته لتكوين دولة على النسق الأوروبي.

## محمد علي باشا

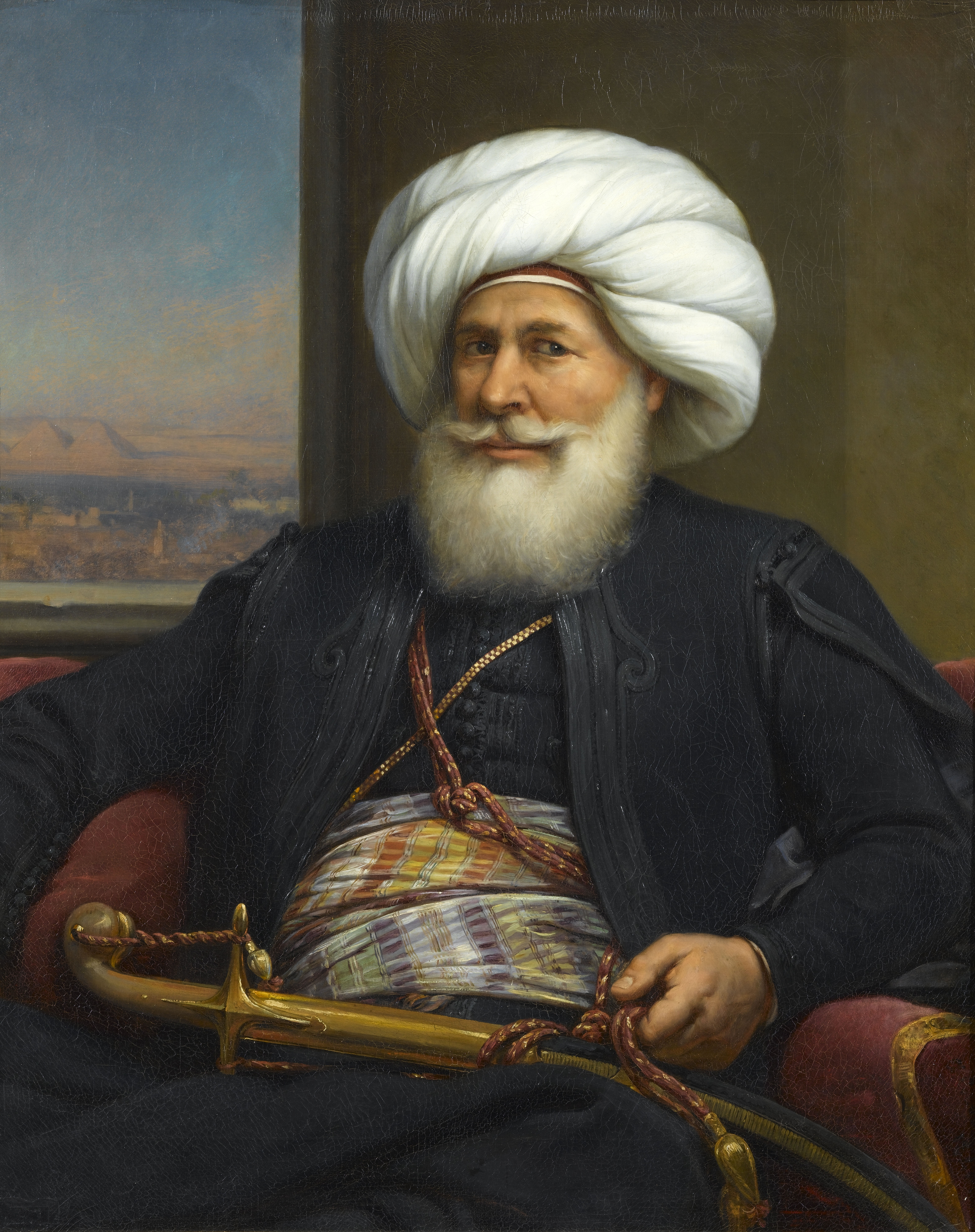
محمد علي باشا مؤسس الأسرة العلوية

بعد أن تولى محمد علي حكم مصر بموجب فرمان الخليفة العثماني، أخذ يتخلص من كل العقبات التي تهدد وجوده في مصر، ولكن في يوليو 1806 تعرض محمد لتهديد كاد أن يزيله من حكم مصر، فقد ظهرت بعض المساعي لتولية محمد بك الألفي، وحاولت بريطانيا إقناع الخليفة العثماني بعزل محمد علي، وتولية محمد بك الألفي بدلا منه؛ لاستقرار الأوضاع في مصر، وقد استجاب الخليفة العثماني لهذا، وأصدر فرامانا يقضي بتولية محمد بك الألفي حكم مصر، وتولية محمد علي باشا ولاية سالونيك في مقدونيا الوسطى، ولكن وقفت الزعامة الشعبية بجانب محمد علي باشا مما دفع الخليفة العثماني إلى التخلي عن نقل محمد علي، وبعد ذلك أرسلت بريطانيا حملة عسكرية بقيادة فريزر في منتصف مارس 1807 لخلع محمد علي وتولية محمد بك الألفي، وعندما دخلت الحملة إلى الإسكندرية سلمها لهم محافظها أمين أغا، وبعدها بدأت الاتجاه إلى رشيد فلما علم ذلك محافظ رشيد جمع الأهالي والعلماء والأعيان وباقي طوائف الشعب، وألقى عليهم خطبة حماسية قال فيها: «يا أهل رشيد.. هذا يومكم وتلك دياركم، فدافعوا عنها بكل ما استطعتم من قوة، واعلموا أن مصير مصر كلها في أيديكم. أنتم أمام أمرين: إما أن تصمدوا لعدوكم، وتستشهدوا في سبيل وطنكم دفاعا عن دياركم وأبنائكم وأموالكم، وإما أن تكتبوا لأنفسكم الذل والعار والهوان وهذا لا أرضاه لكم»، وقد أثرت كلمته هذه في الجميع فتحمسوا لمواجهة البريطانيين، وبدأوا يستعدون؛ حتى لا يحتل البريطانيون مدينتهم، وفي يوم التقاء البريطانييين مع أهل رشد كانت القوات البريطاية على بعد أربعة كيلو مترات، فنودي في أهل رشيد أن يختبئوا في منازلهم ومتاجرهم، فأصبحت المدينة خالية تماما من السكان، وكانت الجنود المصرية مختبئة هي أيضا مع السكان المختبيئن في شارع دهليز الملك (الشارع الرئيسي للمدينة)، وعندما دخل البريطانيون في الظهيرة لم يجدوا أحدا في المدينة، وبعد أن اطمأنوا من خلو المدينة من المقاومة خلعوا أسلحتهم ومعداتهم الحربية، وأخذوا يلهون ويتسامرون في المدينة، وقد بدأوا ينتشرون أيضا في المدينة، وعلى حين غرة هجم الأهالي على الجنود البريطانين، وانهالت عليهم الرصاصات، وفتك أهل رشيد بهم، وفرت البقية من الجنود إلى الإسكندرية، وبعد فشل هذه الحملة عقد فريزر صلحا مع محمد علي باشا، وكان فيه جلاء الحملة عن مصر مقابل الإفراج عن الأسرى، وبعد ذلك دخل محمد علي باشا الإسكندرية منتصرا بعد جلاء الإنجليز، وقد أدت هخذه الحملة إلى ازدياد مكانة محمد علي عند المصريين.
بعد ذلك بدأ محمد علي باشا بالتخطيط للانفراد بالحكم دون وجود رقيب أو وصي عليه، فأراد التخلص من الزعامة الشعبية فبالرغم من أنهم لهم دور كبير في تولي الحكم والوقوف بجانبه أثناء محاولة نقله إلى سالونيك، ولكنه لم ينظر إلى ذلك، فقام بخلع عمر مكرم من نقابة الأشراف، وبعد ذلك نفاه إلى دمياط عام 1809 وبعد ذلك نفاه خارج البلاد، وبع ذلك اتجه محمد علي إلى المماليك؛ لكي يتخلص منهم، فقام باتباع بعض الأساليب للتخلص منهم، مثل: حرمانهم من تولي المناصب الرفيعة في الدولة، مثل: مشيخة البلد، وبعد ذلك دبر لهم مذبحة القلعة التي صفت وجود المماليك نهائيا في مصر حيث أقام حفلا في قلعة صلاح الدين الأيوبي مقر الحكم حينئذ، وذلك بسبب خروج الجيش المصري تحت قيادة ابنه طوسون باشا إلى شبه الجزيرة العربية للقضاء على الحركة الوهابية، وقام بدعوة أمراء المماليك، وهناك أمر محمد علي جنوده بإطلاق الرصاص عليهم، فقتلهم جميعا ولم ينج إلا أمين بك الذي قفز بحصانه من فوق القلعة، وهرب إلى الشام، وبذلك تخلص محمد علي من خطر المماليك نهائيا
قام محمد علي بالعديد من الإنجازات والأعمال الإصلاحية في مصر، فنهض بالدولة في جميع النواحي سواء من الناحية الاقتصادية والعلمية والسياسية والعسكرية، ففي المجال الاقتصادي طبق محمد علي نظام الاحتكار في الزراعة والصناعة والتجارة، وقد قام بذلك للمنافسة في سوق التجارة الدولية، وقد استطاع القيام بنهضة شاملة في مجالات الاقتصاد المصري، ففي مجال الزراعة قام بإلغاء نظام الالتزام الذي أقرته الدولة العثمانية في منتصف القرن السابع عشر الميلادي، وقام أيضا بتحسين نظم الري، فأنشأ القناطر الخيرية، وبعض القناطر الأخرى على نهر النيل، فتحول نظام الري إلى الري الدائم بدلا من ري الحياض كما أنه قد أدخلت بعض الغلات الزراعية الجديدة؛ لتنويع المحاصيل، وأنشئت مدرسة للزراعة، واستقدم محمد علي بعض الخبراء الزراعيين من الخارج، وقام أيضا بتحديد نوع الغلات التي تزرع في مصر وحدد ثمن شرائها وبيعها في السوق، وأما بالنسبة إلى المجال الصناعي قام محمد علي بإنشاء العديد من المصانع لبعض الصناعات، مثل: مصانع الأسلحة والمدافع والبارود والغزل والنسيج والورق والصابون والسكر، وقد استعان محمد علي بالخبرات الأجنبية وأرسل البعثات للخارج وأمر بترجمة الكتب الخاصة بالصناعات للنهوض بشأن الصناعة، ووفقا لنظام الاحتكار الذي فرضه على الصناعة، فقد قام بشراء المنتجات الصناعية وحدّد ثمن شرائها، وبالنسبة للتجارة، فقد ازدهرت هي الأخرى لازدهار الزراعة والصناعة، فقد قام محمد علي بتسويق المحاصيل الزراعية والمنتجات الصناعية التي قد اشتراها وجمعها في مخازن الدولة، وقام أيضا بالبيع للتجار الأجانب في مصر وخارجها لحساب الحكومة المصرية، وقام أيضا باحتكار تجارة الواردات.
شهدت أيضا بعض المجالات في عهد محمد علي بعض التطوير، ففي مجال النقل والمواصلات قام بتمهيد الطرق البرية والبحرية، وقام ببناء أسطول بحري في البحرين: الأحمر والمتوسط، وقام أيضا بحفر الترع والاهتمام بالموانئ المصرية، وتطهير البحر الأحمر من القرصنة، وفي مجال التعليم والثقافة شهد هو الآخر نهضة كبيرة، فقد اهتم به محمد علي اهتماما بلغا؛ لسد حاجة المصالح الحكومية من الموظفين، ولتوفير فنيين ومتخصصين في جميع المجالات لسد احتياجات الجيش والأسطول.

## الأسرة العلوية

### الاحتلال البريطاني لمصر عام 1882
حيث كانت مصر في تلك اللحظة في عهد الملك توفيق